# カルロ・ビアド
カルロ・ビアド（英語: Carlo Biado、1983年10月31日 - ）は、フィリピンのビリヤード選手。

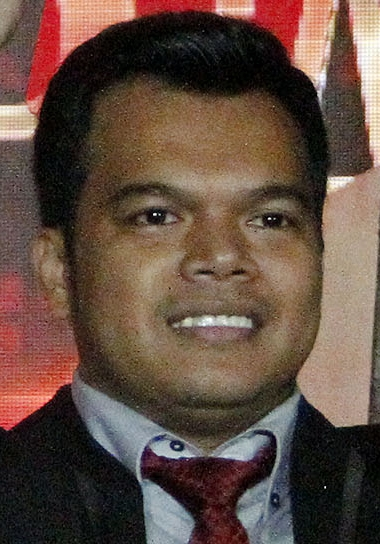
カルロ・ビアド(2018年)

## 経歴
ラウニオン州の出身。13歳のときにビリヤードを始め、学生時代にはビジャモール空軍基地のゴルフ場でキャディをしていた。仕事が終わると、夕方にはビリヤードをしていたという。高校を1学年の時に中退し、スポーツが生活の糧となった。経営を手伝っているビリヤード場で賭け金を稼いでいた。

## 選手としての経歴
2015年、WPA10ボール世界選手権の決勝に進出したが、台湾のコ・ピンイーに9-11で敗れた。
2017年、ワールドゲームズの男子9ボール種目で、イギリスのジェーソン・ショーを11-7で破り優勝した。
同年、WPA9ボール世界選手権でフィリピンのローランド・ガルシアを13-5で破り優勝した。翌年も決勝に進出したが、ドイツのジョシュア・フィラーに10-13で敗れた。
2019年のWPA Players Championship(9ボール)で決勝に進出したが、台湾のチェン・ユーシャンに12-11で敗れた。
2021年のUSオープン(9ボール)でシンガポールのアロイシウス・ヤップを13-8で破り優勝した。
2024年のWPA10ボール世界選手権で日本の大井直幸をセットカウント3-1で破り優勝した。